# Pron'kino (Oblast' autonoma ebraica)
Pron'kino (in lingua russa Пронькино) è un centro abitato dell'Oblast' autonoma ebraica, situato nel Birobidžanskij rajon.